# Abu Lahab
Según las narraciones islámicas, Abū Lahab (en árabe: أبي لهب‎) (c. 549 – 624) era el tío paterno de Mahoma. Es condenado en la Surah al-Massadd/Lahab, por ser un enemigo del Islam.

## Familia
Nace en La Meca cerca del 549 después de Cristo, hijo de Abdul Muttalib, jefe del clan Hashim, y de Lubna bint Hajar, quien era de la tribu Khuza'a.
Personas de esta tribu fueron los cuidadores y guardianes de la Kaaba por varios siglos, antes que los Quraysh tomaran esa responsabilidad a través de su antepasado Qusai ibn Kilab. Abu Lahab era el medio tío de Mahoma ya que la abuela de este era Fāṭimah bint ‘Amr del clan Banu Makhzūm.
Su nombre original era 'Abd al-'Uzzā, pero su padre le llamó Abū Lahab ("Padre de la llama") "Por su belleza y encanto" debido a sus rubicundas mejillas y fuerte carácter. Es descrito como "una persona astuta y arreglada con dos mechones de cabello, que vestía una manta de Adén" y como "muy generoso".
Se casó con Arwā Umm Mermeladaīl bint Harb, hermana de Abu Sufyān (Sakhr), cuyo padre Ḥarb era jefe del clan Umayya. Sus hijos fueron Utbah, Utaybah, Muattab, Durrah (Fakhita), 'Uzzā y Khālida. Abu Lahab tuvo otra hija, también nombrada Durrah, quien pudo haber nacido de otra mujer. También pudo haber sido el padre de Masruh, un niño nacido de la esclava Thuwayba.
Su hija Durrah aceptó el islam y se convirtió en narradora de hadices. Uno está en Ahmad Musnad, donde informa que un hombre se levantó y preguntó al Profeta, “¿Quién es el mejor de entre las personas?” Mahoma contestó, “El mejor de las personas es el más sabio, el más temeroso de Dios, quien más disfruta de las virtudes, el que más prohíbe el vicio y el que más se une a la familia.”[cita requerida]
‘Utbah también abrazó el islam después de la conquista de La Meca y juró lealtad a Mahoma.

## Oposición al islam
En la sociedad árabe tradicional, era una costumbre que la responsabilidad de los niños huérfanos recayera en su tío quién solía ser muy amable con ellos. Pero el comportamiento cruel de Abu Lahab no siguió las normas de aquella sociedad. Cuándo Mahoma empezó a predicar públicamente, Abu Lahab y los otros vecinos de Mahoma como al-Ḥakam ibn Abu'l-‘Āṣ, ‘Uqbah ibn Abū Mu‘ayṭ, ‘Adiy ibn Ḥamrā' al-Thaqafī y Ibnu'l-Aṣdā' al-Hudhalī hicieron de todo para molestarle incluso en su propia casa.

### ElWa Ṣabāḥah(c. 613)
Cuando Mahoma anunció que había sido instruido por Alá para extender el mensaje del Islam abiertamente, Dios le dijo que advirtiese a sus congéneres sobre un castigo divino. Él entonces subió a la montaña de Safa y gritó: "¡Wa ṣabāḥah!" que significa "¡Oh calamidad de la mañana!". En la Arabia preislámica esta alarma era tradicionalmente exclamada por cualquier persona que viera a una tribu enemiga avanzando contra su propia tribu en la madrugada.
Al oír esto, los habitantes de La Meca se reunieron en la montaña. Mahoma entonces se dirigió a cada uno de los clanes por su nombre. "Oh Banū Hāshim, O Banū 'Abd al-Muṭallib ... [Y así continuadamente], si yo les dijera que detrás de esta montaña hay un enemigo pronto para atacarles, ¿me creerían?" Las personas respondieron que sí lo harían, ya que Mahoma era conocido por ser honesto. Continuó diciendo: "Entonces les advierto que se están dirigiendo hacia un tormento."
Al llegar a este punto, Abu Lahab interrumpió: "¡La aflicción esté contigo por el resto de tus días! ¿Es para esto que nos convocaste?" Otra narración recuerda a Abū Lahab cogiendo una piedra para tirársela a su sobrino.
Abu Lahab dijo:"Mahoma me prometió cosas que no veo. Alega que pasarán después de mi muerte; ¿qué pondrá en mis manos después de eso?” Entonces sopló en sus manos y dijo: “Quizás perezcan. No veo nada en ustedes de las cosas que Mahoma dice.”

### La Sura de Abu Lahab
Como resultado directo de este incidente, el nuevo profeta aseguró que le fue revelado un capítulo del Corán sobre él, Al-Masadd ("La fibra de palma"). Su traducción por Sahih Internacional es:
1. En el nombre de Alá, el más compasivo, el más misericordioso (بسم الله الرحمن الرحيم)
2. ¡Perezcan las manos de Abu Lahab! ¡Perezca él.
3. Ni su hacienda ni sus adquisiciones le servirán de nada.
4. Arderá en un fuego llameante,
5. así como su mujer, la acarreadora de leña,
6. a su cuello una cuerda de fibras.

A Umm Jamil se la llama "la acarreadora de leña", porque se dice de ella que llegó a portar espinos para tirarlos en el camino donde pasaba Mahoma. Siendo la vecina contigua a Mahoma, llegó a tirarle basura sobre la pared de su casa.
Abu Lahab casó a dos de sus hijos con las hijas de Mahoma, Utbah con Ruqayyah y 'Utaibah con Umm Kulthum. Sin embargo, los matrimonios no se consumaron, presumiblemente porque las chicas eran demasiado jóvenes. Tras el anuncio de Al-Masad, Abu Lahab dijo a sus hijos: "Mi cabeza es ilegal para vuestras cabezas si no se divorcian de las hijas de Mahoma". Por lo tanto ellos se divorciaron. La hija de Abu Lahab, Durrah, se casó con Zaid Ibn Harithah, que era en ese momento considerado como el hijo de Mahoma, y más tarde se divorciaron; pero las fechas de este matrimonio y el divorcio no se conocen. Más tarde, se casó con Harith Ibn Naufal de Banu Hashim; y después de su muerte, se casó con Dihya Ibn Jalifa.

### Otros actos de oposición (613-619)
Cuando los Quraish empezaron a perseguir a los musulmanes, el hermano de Abu Lahab, Abu Talib exhortó a los clanes Hachemí y Al-Muttalib de estar junto a él en la protección de su sobrino (Mahoma). Era una costumbre entre los árabes el apoyar incondicionalmente a su propio clan, aunque fuera injusto. A pesar de la disensión entre Mahoma y los miembros de los Banu Hashim y Banu Muttalib, la mayoría de ellos estaba junto a él en sus predicamentos y le proporcionaban protección y seguridad, excepto Abu Lahab.
Una vez Abu Lahab preguntó a Mahoma: "Si yo fuera a aceptar tu religión, ¿qué podría obtener?" Mahoma respondió: "Usted recibiría lo que los otros creyentes recibirían." Abu Lahab respondió: "¿No hay preferencia o distinción para mí?" A lo que Mahoma respondió: "¿Qué más quieres?" Abu Lahab respondió de nuevo: "¡Que esta religión perezca! ¡En la que yo y todos los demás deberíamos ser iguales y tratados con equidad!".[cita requerida]
Una vez mientras Mahoma estaba rezando cerca de la Kaaba, Abu Lahab le tiró encima las entrañas de un camello sacrificado. Mahoma dijo más tarde a Aisha: "Yo estaba entre dos malos vecinos, Abu Lahab y Bin Uqba Abu Muayt. Trajeron excrementos y los arrojaron delante de mi puerta y trajeron material ofensivo y lo tiraron delante de mi puerta". Mahoma salió de su casa, diciendo: "¡Oh hijos de Abdul Manaf ¿Es este el comportamiento de un vecino?" y quitó la basura.
Abu Lahab estaba muy contento y expresó su alegría por la noticia de la muerte de Abdullah, el segundo hijo de Mahoma. Lo celebró con As Ibn Wa'il, Abu Yahl y otros enemigos del Islam. Además, después de eso apodó a Mahoma "al-Abtar" (que significa "sin posteridad", por la muerte de la descendencia masculina del profeta). Así que Alá reveló la Sura al-Kauthar.[cita requerida]

#### Sura Al-Kawthar 108:1-3
1. [¡Oh, Mujámmad!] te he agraciado con la abundancia.
2. Ora,Reza  a tu Señor y sacrifica [los animales en Su nombre.
3. Porque a quien te desdeñe y odie le privaré de todo bien..

Al séptimo año de predicar el islam, los Quraish impusieron un boicot a los Banu Hashim y Banu Muttalib y los obligó a vivir al pie de un desfiladero de montaña fuera de la ciudad. La mayoría de los miembros de los Banu Hashim no habían aceptado el Islam en ese momento. Sin embargo, ellos se posicionaron junto a Mahoma y sufrieron tanto como él lo hizo. Abu Lahab fue el único miembro de los Banu Hashim que apoyó el boicot y no se unió a su clan. A través de un profundo sentimiento de animosidad, Abu Lahab viola esta antigua tradición árabe y se posiciona con los clanes Quraish no musulmanes. Abu Lahab renunció a su afiliación con el clan de Hashim y permaneció en La Meca. Poco después, se encontró con su cuñada, Hind bint Utbah, y le dijo: "¿No he ayudado a Al-Lat y Al-Uzza, no he abandonado a aquellos que las han abandonado a ellas y no he asistido a sus oponentes?" Ella respondió: "Sí, y dios te lo pague bien, oh Abu Utbah".

## Entre el Boicot y la batalla de Badr (619-624)
Después de que se levantase el boicot, otro sobrino, Abu Salama, llegó a Abu Talib pidiendo protección. Cuando el clan Majzum protestó por ello, Abu Lahab apoyó a su hermano. Les dijo a los Majzumies: "Oh Quraish, que han atacado continuamente a este jeque por proteger a su propia gente. Por Dios, deben parar esto o vamos a estar con él hasta que gane su objetivo." Los Makhzumíes querían mantener el apoyo de Abu Lahab, y por lo tanto aceptaron no molestar a Abu Salama.
Abu Talib murió hacia 620, y Abu Lahab se convirtió en jefe del clan Hashim.[cita requerida] Mahoma se quedó en casa, dando la impresión de que estaba desanimado y había renunciado a su misión. Cuando Abu Lahab oyó esto, visitó a su sobrino y le dijo: "¡Oh Mahoma haz lo que quieras y lo que hacías cuando Abu Talib estaba vivo!-¡Por él !Por al-Lat! Nadie te hará daño hasta que me muera." Cuando un vecino insultó a Mahoma, Abu Lahab lo reprendió. El vecino se escapó gritando que Abu Lahab había apostatado. Abu Lahab tuvo que explicar que no había abandonado su religión, "pero debo defender al hijo de mi hermano si él es perseguido." Nadie acosó a Mahoma durante varios días por temor a Abu Lahab. Esto cambió cuando Mahoma admitió que su tío Abu Talib había ido al infierno como el resto de los incrédulos. Ante esto, Abu Lahab declaró: "¡Voy a ser hostil contigo (Mahoma) por toda la eternidad!" y volvió a tratarlo con dureza.[cita requerida]
A partir de este momento, Mahoma salió alrededor de las ferias y mercados para decir a las tribus árabes que él era un profeta y los llamó a adorar a Alá. Abu Lahab solía perseguirlo en torno a las ferias, diciendo: "Este hombre solamente desea conseguir quitaros a Al-Lat y Al-Uzza de vuestros cuellos y a vuestros aliados, los genios de la tribu Malik Ibn Uqaysh, en nombre de la innovación engañosa que ha traído. No le obedezcáis y no le hagáis caso".
Alguien informó: "Antes de mi propio Islam (conversión al islam) solíamos ver al profeta en los mercados alrededor de La Meca gritando a la gente: "¡Gente, digan que no hay divinidad excepto Alá y así prosperaréis!" La gente se reunía en torno a él, excepto un hombre, de cara brillante, aspecto inteligente, con dos mechones de pelo (colgando), que aparecía detrás de él y decía: "Este hombre ha renunciado a la religión (de sus antepasados). ¡Es un mentiroso!". Seguía al Profeta dondequiera que iba. Las personas se preguntaban quién era él, y se enteraban que era el tío (del Profeta)".[cita requerida]
Una vez Abu Lahab persiguió y golpeó a Mahoma con piedras en uno de esos mercados. Lo golpeó con tanta fuerza que sus pies comenzaron a sangrar profusamente y sus babuchas se llenaron de su propia sangre, causándole gran dolor y dificultad para caminar.[cita requerida]
Mahoma y la mayoría de los musulmanes dejaron La Meca en el año 622, y Abu Lahab ya no tuvo ninguna interacción directa con su sobrino desde entonces.

## Muerte
Cuando el resto de los Quraysh fueron a la Batalla de Badr para proteger la caravana comerciante que llevaba sus pertenencias de un ataque esperado, Abu Lahab permaneció en La Meca. Envió en su lugar al hermano de Abu Yahl, ali-As Ibn Hisham Ibn al-Mughira quien le debía cuatro mil dirhams que no podía pagar. Así que lo contrató para pelear contra los musulmanes bajo la condición de que así saldaría su deuda.
Los primeros en llegar a La Meca con la noticia de la derrota de los Quraysh en la batalla de Badr fueron al-Haysuman y Abdallah Ibn al-Khuzā'ī, quien lamentó el hecho de que muchos de sus jefes perecieran en el campo de batalla. Abu Lahab fue a la gran carpa del pozo Zamzam, "su rostro tan negro como un trueno". En poco tiempo, su sobrino Abu Sufián Ibn al-Harith llegó, así que fue convocado para darle las noticias. Una pequeña multitud se reunió alrededor de los dos y Abu Sufian dijo a su tío: "Los hechos son que los Quraish se encontraron con nuestro enemigo y dieron la espalda. Ellos (los musulmanes) nos hicieron huir, tomando prisioneros a su antojo. No puedo culpar a nuestros hombres de la tribu, porque se enfrentaron no solamente a ellos, sino a hombres vestidos con túnicas blancas, montados a caballo pícazo que estaban entre el cielo y la tierra. No escatimaron en nada, y nadie tuvo una oportunidad".[cita requerida]
En el otro extremo de la tienda estaba un musulmán liberto llamado Abu Rafi y la esposa de Abbas, Lubaba. Cuando se enteraron de la noticia de los hombres vestidos de blanco a caballo, entre el cielo y la tierra, no pudieron contener su felicidad, y Abu Rafi, exclamó: "¡Eran ángeles!" Abu Lahab estaba tan furioso que redujo al frágil Abu Rafi al suelo y le dio una paliza. Lubaba agarró un palo de la tienda cercana y golpeó a su cuñado en la cabeza, gritando: "¿Crees que puedes abusar de él solamente porque Abbas está lejos?" Lubaba lesionó a Abu Lahab tan severamente en la cabeza que se le abrió una herida, por la que se podía ver parte del hueso de su cráneo. La herida se volvió séptica, y todo su cuerpo estalló en pústulas abiertas. Murió una semana después. Esto habría sido a finales de marzo de 624.
El olor de la herida infectada de Abu Lahab era tan repulsivo que nadie podía acercarse a él. Su familia dejó su cuerpo en descomposición en su casa durante dos o tres noches hasta que un vecino los reprendió. "¡Es una vergüenza!. ¡Deberían de estar avergonzados de dejar a su padre descomponiéndose en su casa en lugar de enterrarlo de la vista de los hombres!" Luego de esto enviaron esclavos para retirar el cuerpo. Lo regaron con agua a distancia, lo empujaron con poleas hasta una tumba fuera de La Meca, y fueron arrojadas piedras para taparla.
Una narración musulmana dice que después de la muerte de Abu Lahab, algunos de sus familiares tuvieron un sueño en el que lo vieron sufriendo en el infierno. Él les dijo que no había experimentado ningún consuelo en el más allá, sino solo que sus sufrimientos habían remitido "un poco" (indicando el espacio entre el pulgar y el dedo índice) a causa de su único acto virtuoso, que fue el de liberar a su esclava Thuwayba, quien había amamantado brevemente a Mahoma.